# Lars Sætra
Lars Sætra (Drammen, 24 luglio 1991) è un calciatore norvegese, difensore del Kalmar.

## Carriera

### Club
Sætra ha iniziato la carriera professionistica con la maglia dello Strømsgodset, da giovanissimo. Nel 2007 è stato costretto ad operarsi a causa di un infortunio al ginocchio e soltanto l'anno dopo ha potuto esordire con la squadra riserve. Ha debuttato ufficialmente nell'Eliteserien sostituendo Komlan Amewou nei minuti finali della partita contro il Fredrikstad del 20 settembre 2009, conclusasi con una vittoria della sua squadra per 4-1. È stato impiegato da titolare all'ultima giornata di campionato della stessa annata, nel pareggio per 1-1 sul campo dell'Aalesund.
Per via dell'assenza di Alexander Aas, ha avuto maggiore spazio nell'Eliteserien 2010: l'11 aprile, infatti, ha segnato anche la prima rete della sua carriera, ai danni del Sandefjord, con un colpo di testa. La partita è terminata poi con una vittoria dello Strømsgodset per 4-2. Ha avuto un ruolo attivo anche nella vittoriosa marcia nel Norgesmesterskapet 2010, sebbene sia rimasto in panchina nella finale contro il Follo.
Il 31 agosto 2011 è stato ceduto con la formula del prestito al Sandefjord. Ha esordito in squadra il 4 settembre successivo, subentrando a Sten Ove Eike nel successo per 2-0 sul Nybergsund-Trysil. Ha segnato la prima rete nel successo per 1-4 sul campo dello HamKam. A fine stagione è tornato allo Strømsgodset. Ha fatto parte della squadra che si aggiudicò il campionato 2013.
Il 7 luglio 2014 è passato a parametro zero agli svedesi dell'Hammarby, formazione a cui si legò con un contratto valido per i successivi due anni e mezzo. La squadra, inizialmente in seconda serie, a fine stagione ha conquistato la promozione in Allsvenskan. È rimasto in squadra per altre due stagioni.
Il 9 gennaio 2017 è passato ufficialmente ai cinesi del Baoding Yingli Yitong in cambio di circa 200.000 euro. Ha esordito in squadra in data 11 marzo, schierato titolare nel pareggio per 1-1 arrivato sul campo del Wuhan Zall. Il 1º aprile ha trovato la prima rete, nella sconfitta per 3-2 subita sul campo dello Shenzhen. Ha disputato 14 partite in campionato nel corso di quella stagione, mettendo a referto una rete.
Il 22 febbraio 2018, Sætra ha fatto ritorno allo Strømsgodset, legandosi con un accordo biennale. Ha lasciato la squadra al termine dei due anni di contratto.
Rimasto senza contratto, nel febbraio del 2020 Sætra ha svolto un periodo di prova con il Tromsø andato poi a buon fine, firmando un contratto di due anni.
Il 31 marzo 2021 ha fatto ritorno in Svezia, firmando un contratto con il Kalmar.

### Nazionale
Nel 2010 ha giocato 4 partite con la nazionale norvegese Under-19.

## Statistiche

### Presenze e reti nei club
Statistiche aggiornate al 31 marzo 2021.
| Stagione            | Club                | Campionato          | Campionato | Campionato | Coppe nazionali | Coppe nazionali | Coppe nazionali | Coppe continentali | Coppe continentali | Coppe continentali | Supercoppe | Supercoppe | Supercoppe | Totale | Totale |
| Stagione            | Club                | Comp                | Pres       | Reti       | Comp            | Pres            | Reti            | Comp               | Pres               | Reti               | Comp       | Pres       | Reti       | Pres   | Reti   |
| ------------------- | ------------------- | ------------------- | ---------- | ---------- | --------------- | --------------- | --------------- | ------------------ | ------------------ | ------------------ | ---------- | ---------- | ---------- | ------ | ------ |
| 2009                | Strømsgodset        | ES                  | 2          | 0          | CN              | 0               | 0               | -                  | -                  | -                  | -          | -          | -          | 2      | 0      |
| 2010                | Strømsgodset        | ES                  | 18         | 3          | CN              | 4               | 0               | -                  | -                  | -                  | -          | -          | -          | 22     | 3      |
| gen.-ago. 2011      | Strømsgodset        | ES                  | 8          | 0          | CN              | 2               | 0               | UEL                | 0                  | 0                  | -          | -          | -          | 10     | 0      |
| ago.-dic. 2011      | Sandefjord          | 1D                  | 5          | 1          | CN              | -               | -               | -                  | -                  | -                  | -          | -          | -          | 5      | 1      |
| 2012                | Strømsgodset        | ES                  | 12         | 0          | CN              | 1               | 0               | -                  | -                  | -                  | -          | -          | -          | 13     | 0      |
| 2013                | Strømsgodset        | ES                  | 5          | 0          | CN              | 0               | 0               | UEL                | -                  | -                  | -          | -          | -          | 5      | 0      |
| gen.-lug. 2014      | Strømsgodset        | ES                  | 9          | 1          | CN              | 2               | 0               | UCL                | -                  | -                  | -          | -          | -          | 11     | 1      |
| lug.-dic. 2014      | Hammarby            | S                   | 14         | 1          | CS              | 4               | 0               | -                  | -                  | -                  | -          | -          | -          | 18     | 1      |
| 2015                | Hammarby            | A                   | 29         | 1          | CS              | 6               | 1               | -                  | -                  | -                  | -          | -          | -          | 35     | 2      |
| 2016                | Hammarby            | A                   | 19         | 1          | CS              | 1               | 0               | -                  | -                  | -                  | -          | -          | -          | 20     | 1      |
| Totale Hammarby     | Totale Hammarby     | Totale Hammarby     | 62         | 3          |                 | 11              | 1               |                    | -                  | -                  |            | -          | -          | 73     | 4      |
| 2017                | Baoding Y.Y.        | CL1                 | 14         | 1          | CC              | 0               | 0               | -                  | -                  | -                  | -          | -          | -          | 14     | 1      |
| 2018                | Strømsgodset        | ES                  | 18         | 1          | CN              | 5               | 0               | -                  | -                  | -                  | -          | -          | -          | 23     | 1      |
| 2019                | Strømsgodset        | ES                  | 18         | 2          | CN              | 3               | 0               | -                  | -                  | -                  | -          | -          | -          | 21     | 2      |
| Totale Strømsgodset | Totale Strømsgodset | Totale Strømsgodset | 90         | 3          |                 | 17              | 0               |                    | 0                  | 0                  |            | -          | -          | 107    | 3      |
| 2020                | Tromsø              | 1D                  | 25         | 2          | -               | -               | -               | -                  | -                  | -                  | -          | -          | -          | 25     | 2      |
| 2021                | Kalmar              | A                   | 0          | 0          | CS              | 0               | 0               | -                  | -                  | -                  | -          | -          | -          | 0      | 0      |
| Totale              | Totale              | Totale              | 196        | 14         |                 | 28              | 1               |                    | 0                  | 0                  |            | -          | -          | 224    | 15     |

## Palmarès

### Club
- Coppa di Norvegia: 1

Strømsgodset: 2010
- Campionato norvegese: 1

Strømsgodset: 2013